# Yukta Mookhey
Yukta Inderlal Mookhey (sau Yukta Mukhi; n. 7 octombrie 1977, Mumbai, Maharashtra, India) este un fotomodel indian care a câștigat în 1999 titlul Miss World.

## Date biografice
Familia ei provine din nordul Indiei, până când are 7 ani, părinții ei trăiesc în estul Indiei Centrale, iar în 1986 se mută la Mumbai. Yukta Mookhe a studiat zoologie la Colegiul Kelkar. După ce a fost aleasă în 1999 Miss World, câștigând în finală în fața candidatelor: Miss Venezuela Martina Thorogood Heemsen și Miss Africa de Sud Sonia Raciti.  Din data de 2 noiembrie 2008 este căsătorită cu prințul Tuli 